# Peter and the Test Tube Babies
Peter and the Test Tube Babies es una banda de punk rock que se formó en la pequeña ciudad de Peacehaven, Inglaterra en 1978 por Del Strangefish y Peter Bywaters. Debido a sus letras humorísticas, han sido considerados parte del subgénero Punk Pathetique. Peter and the Test Tube Babies fueron presentados por primera vez en la revista Sounds en julio de 1980, y después de una sesión en John Peel Radio One, hicieron su debut en vinilo en el álbum recopilatorio de Brighton Vaultage 78. También tenían dos canciones en el seminal "Oi! compilatión" Oi! the album en ese mismo año. Favorecieron sus letras absurdas y los títulos extraños, tales como "The Queen Gives Good Blow Jobs"(La Reina da buenas mamadas). En 1982, subieron al chart con la versión de Gary Glitter "I'm the Leader of the Gang (I Am)" en su álbum "Pissed and Proud". 
Cuando la banda no está de gira, Peter Bywaters ofrece clases de Inglés como segunda lengua en su casa de Brighton. 
Siguen en activo en la segunda década del 2000. Su espectáculo pulido y sus actuaciones profesionales está en contraste con el carácter irreverente y bromista de sus letras. 

## Integrantes actuales
- Peter Bywaters - Voz
- Derek "Strangefish" Greening - Guitarra
- Nick Abnett - Bajo
- Sam Fuller - Batería

## Formación original
- Peter Bywaters - Voz
- Derek "Strangefish" Greening - Guitarra
- Chris "Trapper" Marchant - Bajo
- Mark Hoggins (Ogs) - Batería

## Discografía

### Álbumes
- Pissed and Proud, 1982
- Mating Sounds of South American Frogs, 1983
- Journey to the Centre of Johnny Clarke's Head, 1984
- The Loud Blaring Punk Rock Album, 1985
- Soberphobia, 1986
- More Chin Shouting - Live and Loud!!, 1990
- The Shit Factory, 1990
- Cringe, 1991
- Schwein Lake, 1995
- Supermodels, 1995
- Alien Pubduction, 1998
- A Foot Full of Bullets, 2005
- That Shallot, 2017

### EP y sencillos
- Banned From The Pubs, 1982
- Run Like Hell, 1982
- 3 x 45, 1983
- Zombie Creeping Flesh, 1983
- The Jinx, 1983
- Wimpeez, 1983
- Pressed for Cash, 1984
- Rotting in the Fart Sack, 1985
- Fuck The Millenium, 2000

### Directos
- Live and loud, 1991
- Schwein Lake Live, 1996

### Compilaciones
- The Best of Peter and the Test Tube Babies, 1988
- Test Tube Trash, 1994
- The Punk Singles Collection, 1995 and 2000